# Seznam zápasů tuniské fotbalové reprezentace na MS
Tuniská fotbalová reprezentace byla celkem 6x na mistrovstvích světa ve fotbale a to v letech 1978, 1998, 2002, 2006, 2018, 2022.
- Aktualizace po MS 2022 - Počet utkání - 18 - Vítězství - 3x - Remízy - 4x - Prohry - 11x

| Číslo | Soupeř         | Výsledek | MS      | Fáze turnaje       | Góly Tunisu                                |
| ----- | -------------- | -------- | ------- | ------------------ | ------------------------------------------ |
| 1.    | Mexiko         | 3 – 1    | MS 1978 | základní skupina 2 | Ali Kaabi, Néjib Ghommidh, Mokhtar Dhouieb |
| 2.    | Polsko         | 0 – 1    | MS 1978 | základní skupina 2 | Ne                                         |
| 3.    | SRN            | 0 – 0    | MS 1978 | základní skupina 2 | Ne                                         |
| 4.    | Anglie         | 0 – 2    | MS 1998 | základní skupina G | Ne                                         |
| 5.    | Kolumbie       | 0 – 1    | MS 1998 | základní skupina G | Ne                                         |
| 6.    | Rumunsko       | 1 – 1    | MS 1998 | základní skupina G | Skander Souayah (penalta)                  |
| 7.    | Rusko          | 0 – 2    | MS 2002 | základní skupina H | Ne                                         |
| 8.    | Belgie         | 1 – 1    | MS 2002 | základní skupina H | Raouf Bouzaiene                            |
| 9.    | Japonsko       | 0 – 2    | MS 2002 | základní skupina H | Ne                                         |
| 10.   | Saúdská Arábie | 2 – 2    | MS 2006 | základní skupina H | Ziad Jaziri, Radhi Jaïdi                   |
| 11.   | Španělsko      | 1 – 3    | MS 2006 | základní skupina H | Jawhar Mnari                               |
| 12.   | Ukrajina       | 0 – 1    | MS 2006 | základní skupina H | Ne                                         |
| 13.   | Anglie         | 1 – 2    | MS 2018 | základní skupina G | Fardžaní Sasí (penalta)                    |
| 14.   | Belgie         | 2 – 5    | MS 2018 | základní skupina G | Dylan Bronn, Vahbí Chazrí                  |
| 15.   | Panama         | 2 – 1    | MS 2018 | základní skupina G | Fachraddín bin Júsif, Vahbí Chazrí         |
| 16.   | Dánsko         | 0 – 0    | MS 2022 | základní skupina D | Ne                                         |
| 17.   | Austrálie      | 0 – 1    | MS 2022 | základní skupina D | Ne                                         |
| 18.   | Francie        | 1 – 0    | MS 2022 | základní skupina D | Vahbí Chazrí                               |